# Guilherme Afif Domingos
Guilherme Afif Domingos CavMM (São Paulo, 18 de setembro de 1943) é um administrador de empresas, empresário e político brasileiro de origem libanesa, filiado ao Partido Social Democrático (PSD). Foi vice-governador de São Paulo, entre 2011 e 2014, ministro-chefe da Secretaria da Micro e Pequena Empresa da Presidência da República, entre 2013 e 2015, e presidiu o Sebrae Nacional, entre 2015 e 2018. Entre fevereiro de 2019 e maio de 2022, foi assessor especial do ministro da Economia, Paulo Guedes, no Governo Bolsonaro. Atualmente é secretário especial de Projetos Estratégicos do Estado de São Paulo.

## Biografia
Guilherme Afif formou-se em Administração pela Faculdade de Economia do Colégio São Luís. Desde 1967 foi o diretor-presidente da Indiana Seguros S/A, empresa fundada em 1945 e vendida em 2007.
Em 1976, Guilherme Afif tornou-se o diretor da Associação Comercial de São Paulo (ACSP) e superintendente do Diário do Comércio, da revista Digesto Econômico e do Instituto de Economia Gastão Vidigal. Em 1979, foi designado o presidente do Banco de Desenvolvimento do Estado de São Paulo (Badesp) – através de cujo cargo realizou e presidiu o primeiro Congresso Brasileiro da Pequena Empresa, repetido em 1980–1981 e que tornou-se o berço do Estatuto da Pequena Empresa.
Presidiu por duas vezes a Associação Comercial de São Paulo e a Federação das Associações Comerciais do Estado de São Paulo (FACESP), nas gestões 1982–1987 e 2003–2007. Na ACSP, criou o Fórum de Jovens Empreendedores da Associação Comercial de São Paulo e o programa DEGRAU. Foi também o presidente do Sebrae, na gestão 1990–1994.
Foi um dos arquitetos do sistema Simples de tributação (regime de tributação diferenciado, voltado a micro e pequenas empresas dependendo da receita bruta anual auferida) e o criador do projeto de maior transparência nos impostos – conhecido como o "Feirão de Impostos", que foi apresentado em locais públicos em várias cidades brasileiras entre 2004 e 2006.
O político foi condenado, junto com os à época também candidatos do Partido Democrático Social (PDS) — hoje Partido Progressista (PP) — ao governo paulista, Reinaldo de Barros, e à Câmara, Paulo Maluf, a ressarcir a Imprensa Oficial do Estado de São Paulo (IMESP) por uso de seus funcionários para impressão de propaganda e venda de imóvel da IMESP à Associação Comercial de São Paulo (ACSP), à época presidida por Afif. O valor será apurado na fase de execução.

### Política
Em 1980, Guilherme Afif Domingos tomou posse como secretário de Agricultura e Abastecimento do estado de São Paulo na gestão do então governador Paulo Maluf. Criou os varejões, mercadões e sacolões que até hoje abastecem o estado. Foi o criador do Programa para o Plantio de Feijão com Irrigação (Pró-feijão), que fez com que nunca mais houvesse falta de abastecimento do feijão em São Paulo e no Brasil. Foi responsável pelo encaminhamento e direção do Pró-álcool em São Paulo, levado para as regiões de pecuária como alternativa à monocultura do boi — o que transformou o oeste do estado em um dos maiores pólos sucroalcooleiros do mundo. Foi o responsável pela ampliação do plantio de seringueiras, fazendo de São Paulo o maior centro de produção de borracha do País.
Em 1981, filiou-se ao PDS, partido pelo qual foi candidato a vice-governador de São Paulo em 1982 na chapa de Reynaldo de Barros. Ambos foram derrotados por Franco Montoro cujo vice era Orestes Quércia, ambos do PMDB.
Em 1985, saiu do PDS e começou a participar das atividades de fundação do Partido Liberal.
Foi eleito deputado federal constituinte pelo Partido Liberal (PL) em 1986, com mandato entre 1987 e 1991. O PL havia eleito 6 deputados federais em 1986, dos quais 5 no Rio de Janeiro (Álvaro Valle foi um deputado federal dos mais votados do PL, no estado) e Guilherme Afif Domingos em São Paulo — o 3.° deputado federal mais votado de todo o país naquela eleição, eleito com mais de 500 mil votos.
Foi o candidato do PL à presidência nas eleições de 1989, tendo sido o sexto colocado com mais de 3,2 milhões de votos (mas tendo ficado à frente de nomes importantes da política nacional como Ulysses Guimarães, Roberto Freire e Fernando Gabeira). Contudo, mesmo com a derrota, tornou-se nacionalmente famoso devido ao seu carisma e ao jingle de sua campanha: "Juntos chegaremos lá/Fé no Brasil/Com Afif juntos chegaremos lá."
Ainda pelo Partido Liberal, foi candidato a senador em 1990 por São Paulo na chapa do governador eleito Luiz Antônio Fleury Filho (PMDB), mas foi derrotado pelo petista Eduardo Suplicy, recebendo cerca de 2,5 milhões de votos e ficando em terceiro lugar (o segundo foi o jornalista e radialista Joaquim Antônio Ferreira Netto, do PRN).
Em meados da década de 1990, saiu do PL e ingressou no Partido da Frente Liberal.
Em março de 1998, Guilherme tomou posse como o secretário municipal do Planejamento ("supersecretário") da cidade de São Paulo na gestão do então prefeito Celso Pitta. Dois meses depois licenciou-se da secretaria para dedicar-se às articulações entre PFL e PPB em torno da candidatura do ex-prefeito Paulo Maluf ao governo do estado. Afif ficou fora do governo municipal por pelo menos trinta dias. Ele havia sido convocado pelo seu partido, o então PFL, para concluir uma proposta de programa de governo a ser apresentada a Maluf.
Em outubro do mesmo ano, Guilherme Afif pediu demissão do cargo. Foi a primeira baixa no governo Celso Pitta após a derrota de Paulo Maluf na disputa pelo governo estadual. Afif havia participado da elaboração do programa de governo de Maluf, e havia sido nomeado em março em razão das negociações para o apoio do PFL à candidatura do ex-prefeito ao governo estadual. Afif vinha sendo "fritado" havia dias. Assessores do então prefeito Celso Pitta divulgaram que este estaria descontente com Afif, supostamente por falta de fidelidade.
Em 2004, Afif foi admitido pelo presidente Luiz Inácio Lula da Silva à Ordem do Mérito Militar no grau de Cavaleiro especial.
Guilherme Afif sempre apresentou-se como um feroz inimigo da alta carga tributária, no país: em 2005, articulou com empresários, prestadores de serviços e consumidores a campanha popular De Olho no Imposto — movimento que derrubou a impopular MP 232 do governo Lula que determinava reajuste de impostos para dezenas de categorias prestadoras de serviços —, e ainda no mesmo ano criou o impostômetro, um aparelho eletrônico instalado defronte à Associação Comercial de São Paulo que mede a arrecadação federal.
Graças às articulações de Guilherme Afif durante 2005, foi escolhido no início de 2006 pela aliança PFL–PSDB-PTB–PPS o cabeça de chapa da coligação ao Senado por São Paulo nas eleições de outubro do mesmo ano.
Apesar do amplo favoritismo de Eduardo Suplicy nas eleições de 2006 (que também o havia derrotado para o cargo em 1990), Guilherme Afif obteve 8 212 177 votos (43,70% dos válidos) — a 5.ª maior votação do país naquela eleição (menor apenas do que as votações do presidente Lula, de Geraldo Alckmin, de José Serra e do próprio Eduardo Suplicy). O resultado foi considerado surpreendente por diversos analistas políticos.
De 2007 até o início de 2010, Guilherme Afif foi o secretário de Emprego e Relações do Trabalho do estado de São Paulo na gestão José Serra (PSDB).
Em junho de 2010, foi homologado como candidato a vice-governador de São Paulo na chapa de Geraldo Alckmin. No dia 3 de outubro de 2010, foi eleito vice-governador na chapa de Geraldo Alckmin e empossado em 1 de janeiro de 2011. Logo no início do governo, foi nomeado secretário estadual de Desenvolvimento — tendo sido demitido no dia 26 de abril de 2011 ao anunciar sua desfiliação do DEM para acompanhar o prefeito Gilberto Kassab na fundação do PSD.
Em 2019, no governo de Jair Bolsonaro, foi nomeado Assessor Especial de Empreendedorismo e Desburocratização do ministro da Economia.

### Secretaria da Micro e Pequena Empresa
Em 6 de maio de 2013, foi indicado, pela então presidente Dilma Rousseff, para ocupar o campo de ministro-chefe da Secretaria da Micro e Pequena Empresa da Presidência da República.
Em 31 de dezembro de 2014 sua permanência no comando da secretaria foi confirmada para o Segundo Governo Dilma Rousseff.
Em 2 de outubro de 2015, com a reforma ministerial, a Secretaria da Micro e Pequena Empresa foi extinta e suas atribuições foram incorporadas à Secretaria de Governo da Presidência da República.
Com a perda do status de ministro, Afif Domingos voltou à presidência do Sebrae, que integra o Sistema S, cargo que ocupou de 6 de outubro de 2015 até 6 de junho de 2018.Afif deixou o SEBRAE para tentar a candidatura a Presidência da República pelo PSD